# غرب‌ستیزی

ساموئل هانتینگتون در نظریه برخورد تمدن‌ها استدلال کرد که پس از جنگ سرد، تفاوت‌های فرهنگی بین غرب (به رنگ آبی تیره) و تمدن‌های دیگر به عنوان منبع اصلی درگیری‌هاست.

غرب‌ستیزی، آتلانتیک‌ستیزی یا غرب‌هراسی، به مخالفت گسترده، تعصب یا خصومت نسبت به مردم، فرهنگ یا سیاست‌های جهان غرب اشاره دارد.
این احساس، در سراسر جهان یافت می‌شود که اغلب از امپریالیسم‌ستیزی و انتقاد از اقدامات استعماری گذشته توسط قدرت‌های غربی نشئت می‌گیرد. به‌عنوان مثال، در آفریقا، چهره‌هایی مانند پاتریس لومومبا و موبوتو سسه سوکو، غرب را به خاطر امپریالیسم در منطقه کنگو سرزنش کردند. در اتیوپی، نارضایتی از سیاست داخلی و حل مناقشه در طول جنگ تیگرای، به احساسات ضدغربی منجر شد. در خاورمیانه، پان‌عربیسم و اسلام‌گرایی به نگرش‌های ضدغربی کمک می‌کنند. گروه‌های جهادی سلفی مانند القاعده و داعش، کشورهای غربی را به دلیل توهین‌ها علیه اسلام و مداخلات نظامی در کشورهای مسلمان، هدف تروریسم می‌دانند. بسیاری از کشورهای آمریکای لاتین، به دلیل مداخلات تاریخی آمریکا و اروپا، آنها را مورد انتقاد قرار می‌دهند. آسیا از دهه ۱۹۹۰، به ویژه در چین، احساسات ضدغربی رو به افزایشی را تجربه کرده است. نارضایتی‌های تاریخی، مانند «قرن تحقیر» به بدبینی به انگیزه‌های غربی کمک می‌کند. حزب کمونیست چین، «کمپین آموزش میهنی» این احساسات را به ویژه در میان نسل جوان، زیاد می‌کند. در روسیه، احساسات ضدغربی توسط بسیاری، تأیید شده است. رهبران روسیه، به‌طور سنتی، لیبرالیسم غربی را که به‌نظر آنها، تهدیدی برای هژمونی روسیه در منطقه است، رد کرده‌اند.
این پدیده، اغلب توسط رویدادهای معاصر تشدید می‌شود. در دهه‌های اخیر، عواملی مانند جنگ عراق، حمایت از اسرائیل و تحریم‌ها علیه کشورهایی مانند ایران، به احساسات ضدغربی دامن زده‌اند.

## تعریف و کاربرد
در بسیاری از موارد مدرن، احساسات ضدغربی توسط امپریالیسم‌ستیزی، به‌ویژه در برابر کشورهایی که "به خاطر استعمار و جنایت، در گذشته و حال، مقصر شناخته می‌شوند، مانند آلمان، بریتانیا، فرانسه، اسپانیا و پرتغال. احساسات ضدغربی در بسیاری از کشورها، از جمله غرب، به ویژه در کشورهای اروپایی نیز وجود دارد. احساسات ضدغربی گسترده‌ای در جهان اسلام علیه اروپاییها و آمریکایی‌ها وجود دارد. همچنین آمریکاستیزی نیز ناشی از حمایت آمریکا از اسرائیل، حمله به عراق (۲۰۰۳) و تحریم‌های متعدد علیه ایران در خاورمیانه رشد داشته است.
ساموئل هانتینگتون، استدلال می‌کند که پس از جنگ سرد، درگیری بین‌المللی بر سر ایدئولوژی اقتصادی، با درگیری بر سر تفاوت‌های فرهنگی جایگزین می‌شود. او در نظریه برخورد تمدن‌ها استدلال می‌کند که منطقه‌گرایی اقتصادی و سیاسی، به‌طور فزاینده‌ای، کشورهای غیرغربی را به سمت تعامل ژئوپلیتیکی با کشورهایی سوق می‌دهد که ارزش‌هایشان مشترک است. او استدلال می‌کند که رشد جمعیت مسلمانان، همزمان با رشد تعصب اسلامی، منجر به طرد غرب‌گرایی می‌شود.

### نمونه ها
سید قطب از چهره‌های مهم غرب‌ستیزی در خاورمیانه به‌شمار میرود. وی غرب را "جاهلیت مدرن" می‌نامید و تمدن غربی را هرزه و روسپی به‌شمار می‌آورد.